# Генріх-Сигізмунд фон дер Гейде
Генріх-Сигізмунд фон дер Гейде (нім. Heinrich-Sigsimund von der Heyde; 14 лютого 1896, Кенігсберг — 4 лютого 1944, Бад-Кудова) — німецький офіцер, керівний співробітник Імперського міністерства авіації, генерал-майор люфтваффе.

## Біографія
Після початку Першої світової війни 1 серпня 1914 року вступив у 45-й піхотний полк. Пройшов підготовку льотчика-спостерігача (1916). З 18 жовтня 1916 року — льотчик-спостерігач 58-го, з 20 січня 1917 року — 27-го, з 10 вересня 1918 року — 303-го польового авіазагону. Воював на турецькому фронті. 17 листопада 1918 року інтернований. В квітні 1919 року звільнений. 29 січня 1920 року вступив в поліцію. З 22 травня 1929 до 31 грудня 1932 року — начальник 36-го поліцейського району (Гельзенкірхен). В січні-квітні 1933 року навчався в Інституті поліції в Берліні, а потім був переведений в прусське Міністерство внутрішніх справ.
1 травня 1935 року прийнятий на службу у сухопутній війська, а 15 жовтня 1935 року переведений в люфтваффе. В жовтні-листопаді 1936 року — начальник оперативного відділу штабу 253-ї бомбардувальної ескадри. Закінчив Технічну академію ВПС в Берліні-Гатові (1937). З січня 1938 року служив на штабних посадах, з травня 1940 року — в штабі авіаційної області «Бельгія-Північна Франція». 4 березня 1942 року очолив відділ постачання у відомстві генерал-квартирмейстера. Незабаром після загибелі генерал-майора Карла фон Габленца 1 жовтня 1942 року був призначений начальником Управління планування відомства люфтцойгмайстера. У зв'язку з тим, що люфтцойгмайстером був завантажений безліччю інших обов'язків генерал-фельдмаршал Ергард Мільх, вся поточна робота щодо забезпечення бойового постачання люфтваффе сконцентрувалася в руках Гейде. Помер у шпиталі.

## Звання
- Фанен-юнкер (1 серпня 1914)
- Лейтенант (22 березня 1915)
- Лейтенант поліції (29 січня 1920)
- Оберлейтенант запасу (9 квітня 1920)
- Оберлейтенант поліції (2 травня 1920)
- Гауптман поліції (11 серпня 1925)
- Майор поліції (1 січня 1934)
- Майор (1 травня 1935)
- Оберстлейтенант Генштабу (1 серпня 1937)
- Оберст Генштабу (1 січня 1940)
- Генерал-майор (1 жовтня 1942)

## Нагороди
- Залізний хрест 2-го і 1-го класу
- Нагрудний знак пілота-спостерігача (Пруссія)
- Пам'ятний знак пілота (Пруссія)
- Почесний хрест ветерана війни з мечами (1934)
- Нагрудний знак спостерігача (1 жовтня 1936)
- Медаль «За вислугу років у Вермахті»
  - 4-го, 3-го і 2-го класу (18 квітня; 2 жовтня 1936) — отримав 3 нагороди одночасно.
  - 1-го класу (25 років)
- Комбінований Знак Пілот-Спостерігач (25 травня 1939)
- Хрест Воєнних заслуг 2-го класу з мечами